# Boubacar
Pour les articles homonymes, voir Boubacar (homonymie).
Boubacar est un prénom masculin d'Afrique subsaharienne, équivalent de l'arabe standard Abou Bakr, prénom du premier calife de l'islam : Abou Bakr As-Siddiq, compagnon et beau-père de Mahomet (père d'Aïcha).
Le prénom Boubacar et sa variante Aboubacar peuvent se présenter selon différentes transcriptions ou sous des formes plus courtes telles que Bacar, Bocar ou Boucar[à vérifier].
Pour les articles sur les personnes portant ces prénoms, consulter les listes générées automatiquement :
- Aboubacar, Aboubacry ;
- Aboubakar, Aboubakari, Aboubaker, Aboubakr, Aboubakri, Aboubakry ;
- Abubakar, Abubaker ;
- Bacar, Bacari, Bacary ;
- Bakari, Bakary ;
- Bocar ;
- Bokar, Bokary ;
- Boubacar ;
- Boubakar, Boubakary, Boubaker, Boubakeur, Boubakr ;
- Boubker ;
- Boucar ;
- Boukar, Boukary ;
- Bubacarr.